# مونیوپپه
مونیپپه دهستانی در استان آبیلای اسپانیا است.
در این دهستان ۱۰۱ نفر زندگی می‌کنند. مساحت این دهستان ۶٫۰۸ کیلومتر مربع است.